# Chonengo
Chonengo är en ort i Mexiko.   Den ligger i kommunen Parácuaro och delstaten Michoacán de Ocampo, i den södra delen av landet, 300 km väster om huvudstaden Mexico City. Chonengo ligger 1 146 meter över havet och antalet invånare är 400.
Terrängen runt Chonengo är lite bergig. Runt Chonengo är det ganska glesbefolkat, med 48 invånare per kvadratkilometer. Närmaste större samhälle är Lombardía, 15,7 km sydost om Chonengo. I omgivningarna runt Chonengo växer huvudsakligen savannskog.